# 水浒笑传之黑店寻宝
《水浒笑传之黑店寻宝》（英語：Laughter of "Water Margin" - Treasure Quest），2004年电影，导演陆剑明，主演李丽珍、成奎安、刘以达、张慧仪、王茜、张炎炎、陆剑明。

## 剧情
一把神兵的出现引发一代又一代的人争夺，神兵最后被埋在岛半土豆湖岸边。若干年后，半岛开了个半岛酒店，老板是个孙二娘，由于用人肉做肉馅，没人敢到店里去用餐。武家我武松每天在街上卖烧饼，赚的的钱都要悉数交给他大哥武大郎，武大郎脾气暴躁对武松不好，而潘金莲则对武松性骚扰，令武松烦恼不已，他决定自己找工作搬出家脱离苦海。武大郎贪财好色，经常在妓院高满楼寻欢作乐，一日，西门庆遇上了他，决定敲诈他，和他结拜为兄弟。一日，县衙招聘衙差，武松签了名应聘了，但是武大郎反对。一日，潘金莲出去晾衣服，不小心把竹竿插到了过路的西门庆胯下，两人便相识了，武大郎出门来看，还给武松、潘金莲介绍西门庆。武大郎和西门庆一起和妓院玩乐，西门庆给武大郎找了个妓女曼诗，自己则去和潘金莲通奸，武大郎回来时，把他们捉奸在床。武松和衙差们一起去巡逻时，遇到被人追杀的一个男子，男子临死前给武松一张藏宝图，武松回去之后把藏宝图交给了知县，知县看过之后把这个寻找藏宝图的任务交给了武松。武松查到了半岛酒店并且住了下来，武大郎和妓女曼诗也去了半岛酒店开房、西门庆和潘金莲也去了半岛酒店开房。清晨，武大郎和妓女曼诗在楼下用餐，正好西门庆和潘金莲一起牵手下楼，被武大郎看到，西门庆撒谎说是陪嫂子一起来宝藏，武松不久也下楼了，对武大郎说自己是来找宝藏的。第二天，武松回去复命，知县将升职为都头，带阿仁、阿马两人再去调查宝藏。阿马是梁山派遣在知县身边的奸细，他回梁山通知了大伙武松找宝藏的事，梁山也派人到半岛酒店找宝藏，这时寻宝的人也到了半岛酒店。西门庆意外地拿着藏宝图挖到了宝藏，梁山和寻宝的人都追了过来，但是都被西门庆击败。潘金莲见西门庆性情大变，跑了，西门庆去追，撞倒了武大郎，砍断了武大郎的腿，然后逃到了狮子楼去砍人，武松追过去逮捕了西门庆。

## 演出
| 演员   | 角色   | 备注                                                                             |
| 成奎安 | 武大郎 | 人称烧饼大王，脾气暴躁、呆头呆脑、好色，和西门庆结拜为兄弟，后被西门庆砍断双腿。 |
| 李丽珍 | 武松   | 打虎英雄，县衙都头。                                                             |
| 王茜   | 潘金莲 |                                                                                  |
| 刘以达 | 西门庆 | 为人狡猾好色，和武大郎结拜为兄弟。                                               |
| 张慧仪 | 孙二娘 | 半岛酒店老板娘。                                                                 |
| 张炎炎 | 王婆   |                                                                                  |
| 陆剑明 | 王冬生 | 半岛酒店管家                                                                     |

## 制作
该片拍摄于浙江省横店影视城。
女演员李丽珍出演武松；王茜出演的潘金莲是风流搞笑版。